# HD 52859
HD 52859，又名BD+52 1165，SAO 26144、HR 2644，是一颗恒星，视星等为6.12，位于銀經164.07，銀緯23.36，其B1900.0坐标为赤經6h 57m 42.8s，赤緯+52° 23.36′ 30″。